# Tapinocyboides pygmaeus
Tapinocyboides pygmaeus is een spinnensoort in de taxonomische indeling van de hangmatspinnen (Linyphiidae).
Het dier behoort tot het geslacht Tapinocyboides. De wetenschappelijke naam van de soort werd voor het eerst geldig gepubliceerd in 1869 door Menge.